# Мельников, Евгений Зиновьевич
Евгений Зиновьевич Мельников (1946—2011) — русский советский писатель, прозаик, публицист и поэт. Член Союза писателей СССР (с 1977 года). Руководитель Ульяновской областной писательской организации (1991—1997).

## Биография
Родился 21 декабря 1946 года в городе Красный Сулин Ростовской области, позже его семья переехала в город Ровно Украинской ССР.
В 1962 году окончил театральную студию при Ровненском областном драматическом театре. С 1965 по 1970 год обучался в Ульяновском государственном педагогическом институте имени И. Н. Ульянова. С 1970 по 1971 год работал в Таджикской ССР преподаватель русского языка национальной группы Кулябского государственного педагогического института. С 1971 по 1972 год — заведующий литературной частью Ульяновского областного драматического театра. С 1972 по 1980 год работал в газете «Ульяновский комсомолец». С 1980 по 1991 год работал в «Приволжском книжном издательстве» в должности старшего редактора по ульяновскому отделению. С 1991 по 1997 год — руководитель Ульяновской областной писательской организации Союза писателей России.
Член Союза писателей СССР с 1977 года. С 1962 года из под пера писателя вышли первые поэтические произведения, печатавшиеся в литературно-художественном журнале «Радуга». С 1971 году являлся участником всероссийских семинаров молодых поэтов проходившем в Поволжье. В 1972 году вышел его первый поэтический сборник «Подземная вода». В 1974 году в журнале «Волга» вышла повесть Мельникова — «Угол прицела», изданная в 1975 году в «Приволжском книжном издательстве». Эта повесть была высоко оценена такими писателями как Николай Шундик, Григорий Коновалов и Василь Быков, которые дали положительные рекомендации для вступления Евгения Мельникова в Союз писателей СССР. В 1979 году в издательстве «Современник» вышла повесть «Кулаки Пифагора», в дальнейшем из под пера писателя вышли такие произведения как: повесть «Метеорный дождь» (1982), роман «Тень аиста» (1984), повести и рассказы «Второе дыхание» (1987), роман «Шаровая молния» (1989), лирические произведения «Я вас любил» (1993) и роман «Призраки Николиной горы» (1995).
Произведения писателя издавались в издательствах «Современник» и «Приволжское книжное издательство», печатались в различных литературно-художественных журналах, таких как: «Литературная Россия», «Крестьянка», «Волга», «Наш современник», «Радуга».
Скончался 3 марта 2011 года в Ульяновске на 65-м году жизни. Похоронен на Заволжском (Архангельском) кладбище.